# Multishow ao Vivo: NX Zero 10 Anos
Multishow ao Vivo: NX Zero 10 Anos é o primeiro álbum ao vivo da banda de rock brasileira NX Zero, lançado em CD e DVD em 24 de agosto de 2011 pela Universal Music. O álbum faz parte da série Multishow ao Vivo e traz os maiores sucessos da banda, além de duas músicas inéditas, "Não É Normal" e "Essa Eu Fiz pra Esquecer".
O DVD foi gravado no Via Funchal, em São Paulo, no dia 14 de maio de 2011, com capacidade para seis mil pessoas e contou com as participações especiais de Emicida, Eric Silver, Negra Li, Rappin' Hood, Rincon Sapiência, Túlio Dek e do produtor Rick Bonadio.
O show foi exibido pelo canal Multishow, no dia 23 de agosto de 2011 e no dia seguinte, chegou em todas as lojas do Brasil nos formatos de CD e DVD.
| “ | Da estrada, a certeza que, após a gravação do DVD, as canções da banda estão cada vez mais no cotidiano das pessoas. “Lembro que "Meu Erro", do Paralamas, tocava até em churrascaria, e eu adorava, porque a música é parte integrante da minha vida. Hoje, ouvir uma música nossa no shopping é sensacional””. | ” |

## Faixas

### CD
| N.º | Título                                                  | Duração |  |
| 1.  | "Só Rezo" (part. Emicida)                               | 7:07    |  |
| 2.  | "Além de Mim"                                           | 3:51    |  |
| 3.  | "Inimigo Invisível"                                     | 3:20    |  |
| 4.  | "Daqui pra Frente"                                      | 3:02    |  |
| 5.  | "Onde Estiver"                                          | 3:23    |  |
| 6.  | "Confidencial"                                          | 4:11    |  |
| 7.  | "Essa Eu Fiz pra Esquecer"                              | 4:13    |  |
| 8.  | "A Melhor Parte de Mim" (part. Eric Silver)             | 4:10    |  |
| 9.  | "Cedo ou Tarde" (part. Eric Silver e Rick Bonadio)      | 3:47    |  |
| 10. | "Zerar e Recomeçar"                                     | 3:39    |  |
| 11. | "Mais Além" (part. Eric Silver e Rick Bonadio)          | 3:34    |  |
| 12. | "Cartas pra Você" (part. Eric Silver e Rick Bonadio)    | 3:21    |  |
| 13. | "Insubstituível"                                        | 3:39    |  |
| 14. | "Não É Normal"                                          | 3:54    |  |
| 15. | "Tarde pra Desistir" (part. Rincon Sapiência)           | 5:25    |  |
| 16. | "Bem ou Mal" (part. Túlio Dek)                          | 3:09    |  |
| 17. | "Além das Palavras" (part. Tulio Dek)                   | 2:14    |  |
| 18. | "Espero a Minha Vez" (part. Eric Silver e Rick Bonadio) | 4:23    |  |
| 19. | "Razões e Emoções"                                      | 7:23    |  |

### DVD
1. Só Rezo (part. Emicida)
2. Além de Mim
3. Inimigo Invisível
4. Daqui pra Frente
5. Onde Estiver
6. Confidencial
7. Finja Entender
8. Essa Eu Fiz pra Esquecer
9. A Melhor Parte de Mim (part. Eric Silver)
10. Cedo ou Tarde (part. Eric Silver e Rick Bonadio)
11. Zerar e Recomeçar
12. Mais Além (part. Eric Silver e Rick Bonadio)
13. Cartas pra Você (part. Eric Silver e Rick Bonadio)
14. O Destino (part. Negra Li e Rappin' Hood)
15. Insubstituível
16. Não É Normal
17. Tarde pra Desistir (part. Rincon Sapiência)
18. Pela Última Vez
19. Bem ou Mal / Além das Palavras (part. Túlio Dek)
20. Espero a Minha Vez (part. Eric Silver e Rick Bonadio)
21. Razões e Emoções

## Formação
- Di Ferrero: vocal
- Gee Rocha: guitarra, violão e vocal
- Fi Ricardo: guitarra
- Caco Grandino: baixo
- Daniel Weksler: bateria